# Joanna Staniucha-Szczurek
Joanna Staniucha-Szczurek (née Staniucha le 5 décembre 1981 à Goleniów) est une ancienne joueuse de volley-ball polonaise. Elle mesure 1,84 m et jouait au poste de réceptionneuse-attaquante. Elle a totalisė 104 sélections en équipe de Pologne. Elle a mis un terme à sa carrière de volleyeuse professionnelle en avril 2017.

## Clubs
| Club                   | De        | À         |
| ---------------------- | --------- | --------- |
| SMS PZPS Sosnowiec     |           | 1999-2000 |
| BKS Bielsko-Biała      | 2000-2001 | 2007-2008 |
| MKS Dąbrowa Górnicza   | 2008-2009 | 2015-2016 |
| BKS Stal Bielsko-Biała | 2016-2017 | 2016-2017 |

## Palmarès
- Championnat de Pologne
  - Vainqueur : 2003, 2004.
  - Finaliste : 2013.
- Coupe de Pologne
  - Vainqueur : 2004, 2006, 2013.
- Supercoupe de Pologne
  - Vainqueur : 2006, 2012, 2013.